# هوچ تورم
هوچ تورم (به لاتین: Höch Turm) یک کوه در سوئیس است که در Muotathal واقع شده‌است. هوچ تورم ۲٬۶۶۶ متر بالاتر از سطح دریا واقع شده‌است.